# Krzysztof Wałecki

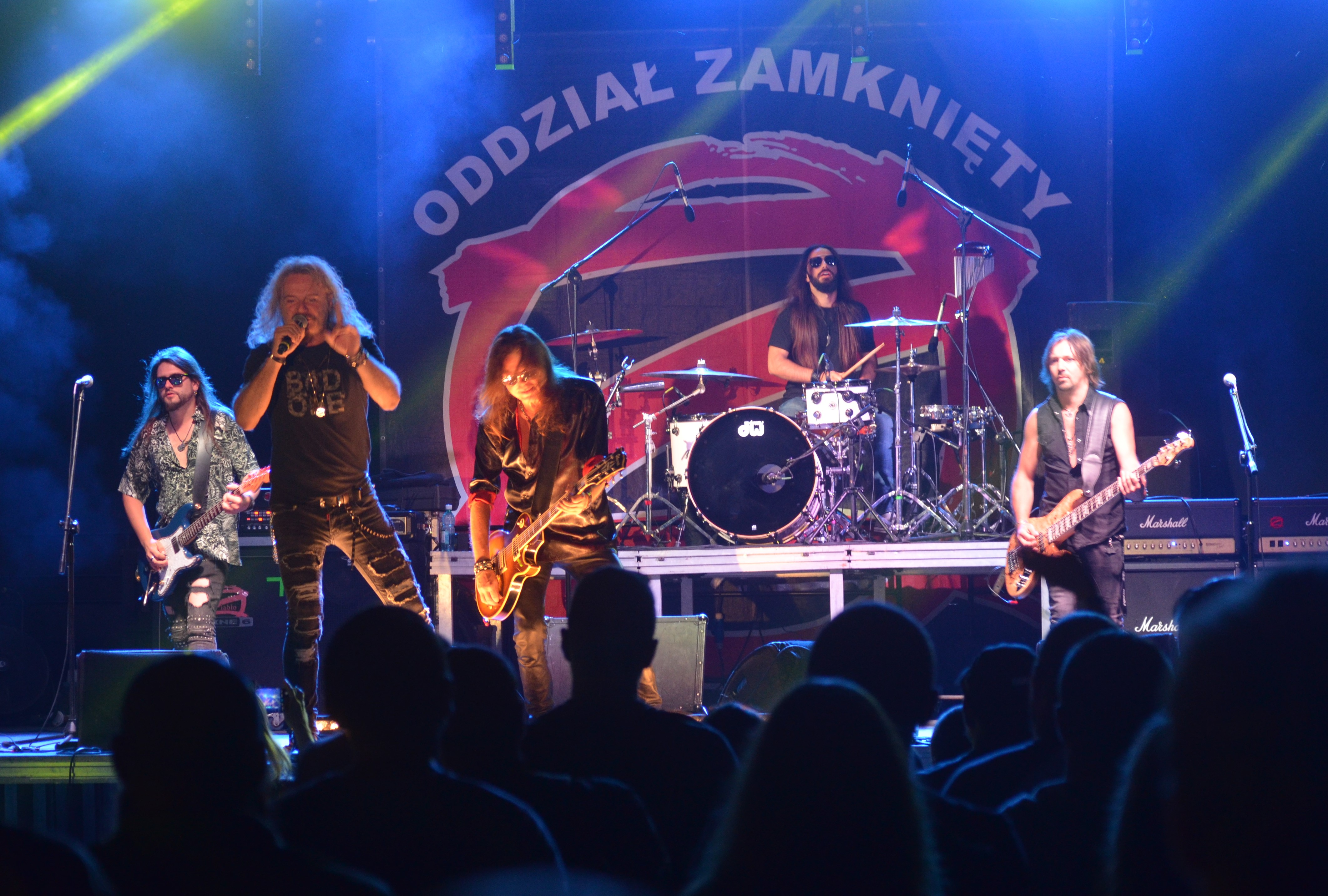
Na scenie z Oddziałem Zamkniętym, występ w Sanoku (2019)

Krzysztof Wałecki (ur. 26 września 1961 w Puławach) – polski muzyk rockowy, wokalista, gitarzysta, kompozytor i autor tekstów. Frontman zespołu Oddział Zamknięty, lider formacji Vintage i V2.

## Życiorys
Urodził się w Puławach, w województwie lubelskim. Będąc dzieckiem uczęszczał na lekcje nauki gry na pianinie i flecie prostym. W późniejszym czasie zakupił swoją pierwszą gitarę. Karierę muzyczną zaczynał w zespole Hell jako gitarzysta solowy. 
Po rozpadzie grupy Hell był członkiem zespołu, którego występy opierały się na łączeniu muzyki ludowej i amerykańskiego country z konwencją kabaretu. W wieku 16 lat, z zespołem odbył sesję nagraniową z utworami autorstwa Agnieszki Osieckiej dla Programu I Polskiego Radia. Koncerty zespołu były organizowane przez Polskie Stowarzyszenie Jazzowe, a grupa odbywała trasy koncertowe z takimi zespołami jak: Mech, Exodus czy SBB.
W latach 1982–1983 w trakcie zasadniczej służby wojskowej stał na czele formacji muzycznej Rogatywka składającej się z muzyków zespołu Histeryk Filip, których w tym samym czasie wcielono do wojska. Z Rogatywką występował m.in. na Festiwalu w Zielonej Górze i brał udział w Turnieju Młodych Talentów obok takich grup muzycznych jak Azyl P. oraz Klaus Mitffoch. Po zakończeniu służby wojskowej rozpoczął pracę w Warszawskim Ośrodku Kultury, gdzie pracował jako instruktor muzyczny.
Od 1983 do 1988 współtworzył zespół Sapo, z którym wystąpił m.in. na Krajowym Festiwalu Piosenki Polskiej w Opolu. W 1989 doznał paraliżu krtani, tracąc głos na okres trzech lat.
W 1991 został zaproszony przez Waldemara Kuleczkę do zespołu Person, z którym nagrał dwie płyty – Czas Miłości (1992) oraz Kto Tu Namieszał? (1993). Po odejściu z zespołu, w 1993 na krótko nawiązał współpracę z zespołem Cana. W 1994 reaktywował grupę Sapo, z którą wydał singiel z utworami „Pijany weekend” i „Słowa to moja broń”.. Grupa rozpadła się w 1995. Następnie, przez kolejne kilka lat współtworzył z Krzysztofem Wrońskim duet Country Road.
Za sprawą Wojciecha Łuczaj-Pogorzelskiego, w 1995 dołączył do zespołu Oddział Zamknięty równolegle koncertując z Country Road. Z Oddziałem Zamkniętym nagrał płytę Parszywa 13. Na albumie zadebiutował również jako autor tekstów. W 1998 wystąpił z grupą w ramach IV Przystanku Woodstock pod hasłem „Stop narkotykom, stop przemocy”. W 1999 wziął udział w koncercie z okazji 20-lecia Oddziału Zamkniętego w Operze Leśnej w Sopocie. Przez krótki czas był także menadżerem zespołu.
W 2000 odszedł z Oddziału Zamkniętego i kontynuował działalność solową wydając kilka utworów sygnowanych własnym nazwiskiem. Jeden z nich – „Blisko nas" ukazał się w formie singla w 2001. W tym samym roku wystąpił w finale pierwszej edycji programu Big Brother na dachu domu „Wielkiego Brata” wykonując utwór „Jesteśmy tu sami”, a także kilka innych utworów, które miały ukazać się na jego solowej płycie. Następnie, w 2004 rozpoczął pracę nad autorskim projektem muzycznym o nazwie Vintage, do którego zaprosił m.in. Mieczysława Jureckiego. Vintage oficjalnie rozpoczął działalność w 2005 i wydał dwa albumy – Vintage No. 1 (2007) i Wielki Zen (2010). 
W 2016 rozwiązał zespół Vintage. 10 stycznia zastąpił Grzegorza Kupczyka w zespole Wieko jako wokalista. W kwietniu powrócił do zespołu Oddział Zamknięty, którego jest członkiem.
W 2018 był liderem formacji pop-rockowej o nazwie V2. Okazyjnie współpracował w duetach z Jerzym Styczyńskim oraz Dariuszem Pietrzakiem (zm. 2022). W 2023 wydał teledysk do utworu „Viva Las Vegas" i odbył trasę koncertową pod szyldem Krzysztof Wałecki, wokalista Oddziału Zamkniętego gra Klasykę Rocka. W 2024 kontynuował koncerty solowe i nagrał z Krzysztofem Szpotem cover utworu „Kocham Cię jak Irlandię" z repertuaru zespołu Kobranocka.

## Działalność pozasceniczna
W 2021 odbył spotkanie z członkami klubu abstynenta Dobre Miejsce w Elblągu, podczas którego opowiadał o swoich doświadczeniach związanych z uzależnieniem od alkoholu w branży muzycznej.
Był endorserem marki Vintage Guitars.

## Dyskografia

### Albumy

#### Albumy studyjne
- 1988 – Hard and Happy (Sapo)[28]
- 1992 – Czas Miłości (Person)[29]
- 1993 – Kto tu namieszał? (Person)[6][7]
- 1997 – Parszywa 13 (Oddział Zamknięty)
- 2007 – Vintage No. 1 (Vintage)[15]
- 2010 – Wielki Zen (Vintage)[16]
- 2017 – Vintage Covers[30]

#### Albumy kompilacyjne
- 1997 – Być wolnym (w utworze „Co dalej” z zespołem Oddział Zamknięty)
- 2001 – O Miłości Prawie Wszystko – Kobieta I Mężczyzna (w utworze „Nie jestem święty” z zespołem Oddział Zamknięty)[31]
- 2001 – Big Brother 2 – Polskie Hity 2001 (w utworze „Jesteśmy Tu Sami” z zespołem Sapo)[32]
- 2003 – Dom Muzyki Fixed (w utworze „Ciągle Idę”)[33]
- 2008 – Hey Jimi (w utworze „Wild Thing”)
- 2008 – Regionalna Rockowa Scena Muzyczna (w utworach „Przestań ćpać” i „Mój szcześliwy los” z zespołem Vintage)
- 2009 – Rockowa.pl (w utworze „Polewamy” z zespołem Vintage)
- 2009 – Antyradio vol 4 (w utworach „Gdzie jesteś muzo”, „Polewamy” i „Wielki zen” z zespołem Vintage)[34]

#### Gościnnie
- 2001 – Trans... formacje (Projekt Oddział Otwarty)[35]
- 2016 – Wieko – Czarodziejski Winyl (w utworze „Jimi.pl”)[36]

### Single
- 1994 – „Pijany weekend” / „Słowa to moja broń” (Sapo)
- 1997 – „Szkoła naszym życiem jest” / „Nie jestem święty” (Oddział Zamknięty)[37]
- 2001 – „Blisko nas”[10]
- 2018 – „Siedem krasnali” / „Sputniki” / „Czarodziej” / „Nowe dni” (V2)[38]

## Filmografia
- Pierwsza miłość (obsada aktorska) – wystąpił w roli samego siebie, wokalisty, gitarzysty i lidera zespołu Vintage, który zagrał w Wadlewie na wiecu wyborczym Emilki Śmiałek startującej w wyborach na sołtysa[39]